# Vikvågen
Vikvågen (eller Vik) är en tätort i Kvæfjords kommun i Troms fylke i norra Norge. Orten ligger där fylkesväg 850 möter fylkesväg 7754, på östra sidan av Kvæfjorden.